# ニューロティック・アウトサイダーズ (アルバム)
『ニューロティック・アウトサイダーズ』（Neurotic Outsiders）は、アメリカ合衆国カリフォルニア州を拠点として活動したスーパーグループ、ニューロティック・アウトサイダーズが1996年に発表した初のスタジオ・アルバム。2011年現在、バンドにとって唯一のフルレングス・アルバムである。
ニューロティック・アウトサイダーズのオリジナル曲と、ザ・クラッシュのカヴァー「ジェニー・ジョーンズ」が収録されている。ジョン・テイラーが作詞・作曲した「オールウェイズ・ロング」と「フィーリング・アー・グッド」は、テイラーのソロ・アルバム『Feelings Are Good & Other Lies』に別ヴァージョンが収録された。元トーキング・ヘッズのジェリー・ハリスンが、プロデュースと演奏で参加している。

## チャート
アメリカでは、総合チャートのBillboard 200ではチャート・インを果たせなかったが、『ビルボード』誌のヒートシーカーズ・チャートでは28位に達した。また、本作からのシングル「ジャーク」は、『ビルボード』誌のメインストリーム・ロック・チャートで31位に達した。
日本のオリコンチャートでは1週のみチャート・インを果たして、66位に達した。

## 収録曲
特記なき楽曲はスティーヴ・ジョーンズ作。
1. ナスティ・ホー - "Nasty Ho" - 4:32
2. オールウェイズ・ロング - "Always Wrong" (John Taylor) - 3:25
3. アンジェリーナ - "Angelina" - 2:55
4. グッド・ニュース - "Good News" - 3:32
5. ベター・ウェイ - "Better Way" (Steve Jones, J. Taylor) - 4:22
6. フィーリング・アー・グッド - "Feelings Are Good" (J. Taylor) - 3:23
7. レヴォリューション - "Revolution" - 3:48
8. ジャーク - "Jerk" - 4:10
9. ユニオン - "Union" - 4:29
10. ジェニー・ジョーンズ - "Janie Jones" (Joe Strummer/Mick Jones) - 1:53
11. ストーリー・オブ・マイ・ライフ - "Story of My Life" - 4:10
12. シックス・フィート・アンダー - "Six Feet Under" (Duff McKagan, S. Jones) - 4:00

## 参加ミュージシャン
- スティーヴ・ジョーンズ - ボーカル、ギター
- ダフ・マッケイガン - ボーカル、ギター
- ジョン・テイラー - ボーカル、ベース
- マット・ソーラム - ボーカル、ドラムス

ゲスト・ミュージシャン
- ジェリー・ハリスン - ピアノ、オルガン